# Argentonnay
Argentonnay è un comune francese di 3.185 abitanti situato nel dipartimento delle Deux-Sèvres, nella regione della Nuova Aquitania.
È stato istituito il 1º gennaio 2016 a seguito della fusione di sei comuni: Argenton-les-Vallées (dove ha sede il municipio), Le Breuil-sous-Argenton, La Chapelle-Gaudin, La Coudre, Moutiers-sous-Argenton e Ulcot.